# Lusen

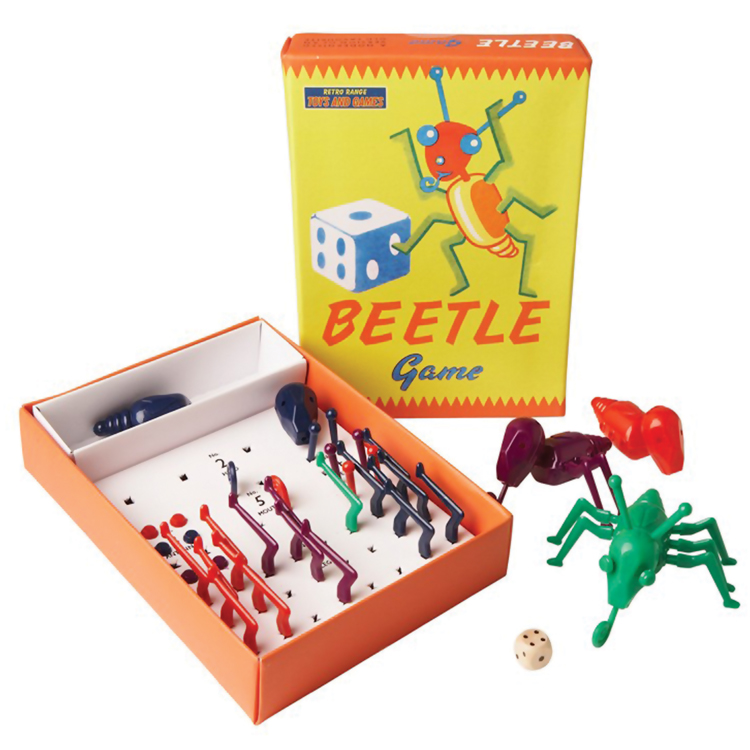
Brittisk version av Lusen-spelet.

Lusen är ett tärningsspel, där deltagarna med hjälp av olika tärningskast ska bygga ihop lösa delar till ett föremål i plast, föreställande en fantasifullt utformad insekt.
Varje sida på tärningen motsvarar en anatomisk beståndsdel. Vanligtvis gäller följande schema: 1:a = kroppen. 2:a = huvudet, 3:a = en antenn, 4:a = ett öga, 5:a = snabeln (även kallad munnen), 6:a = ett ben. Man måste kasta en 1:a (kroppen) för att kunna påbörja bygget, och därefter en 2:a (huvudet). Övriga delar får sättas på plats i vilken ordning som helst. Man får fortsätta att kasta tärningen så länge som kasten ger användbara kroppsdelar, och därefter går turen vidare till nästa spelare. Vinnare är den som först lyckats få ihop en färdigbyggd lus.
Spelet, som i original heter cootie, lanserades 1949 i USA och började tillverkas på licens i Sverige 1952. Spelidén är baserad på äldre sällskapsspel, spelade med papper och penna. Ett exempel på ett spel av denna typ är skalbaggen, i vilket deltagarna efter tärningens anvisningar ritar bit för bit av varsin skalbagge på ett papper.